# Al-Fadl ibn Sahl

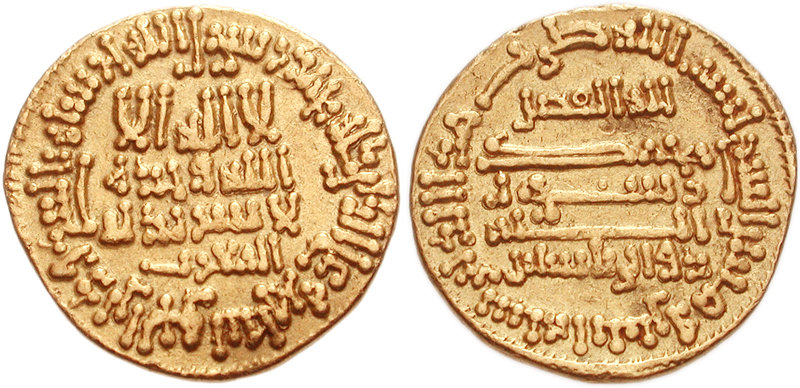
Münze des al-Mamun mit dem Namen Fadl ibn Sahl

Abu l-Abbas al-Fadl ibn Sahl ibn Zadanfarruch as-Sarachsi (arabisch أبو العباس الفضل بن سهل بن زادانفروخ السرخسي, DMG Abu ’l-ʿAbbās al-Faḍl b. Sahl b. Zādānfarrūḫ as-Saraḫsī; † 818) war ein hoher Staatsbeamter persischer Herkunft unter den Abbasiden und später Wesir des Kalifen al-Ma'mūn (reg. 813–833).

## Biografie
Sein Vater Sahl war ein Zoroastrier aus der Gegend von Kufa im Irak, der später zum Islam konvertierte und sich den Barmakiden anschloss. Auf Drängen des Barmakiden Yahyā ibn Chālid (gest. 805) konvertierte auch Fadl zum Islam, vermutlich 806, und trat in die Dienste des Kalifen Hārūn ar-Raschīd (reg. 786–809) und dessen Sohnes al-Ma'mūn.
Fadl erkannte schon sehr früh, dass es nach Harun ar-Raschids Tod zu Thronstreitigkeiten zwischen dessen Söhnen kommen würde, und drängte al-Ma'mūn, den Sohn einer persischen Konkubine, seinen Vater nach Chorasan zu begleiten, um dort für sich eine neue Machtbasis zu sichern. Als die Ereignisse genau so eintrafen, wie Fadl sie vorhergesagt hatte, machte ihn al-Ma'mūn zu seinem Hauptberater und zu seiner rechten Hand während des Bürgerkriegs mit seinem Bruder al-Amin (al-ʾAmīn, reg. 809–813).

## Politische Laufbahn
Nach dem Sieg über al-Amin wurde al-Mamun zum neuen Kalifen im gesamten Osten der islamischen Welt, vorrangig der iranischen Länder, ernannt und Fadl wurde Wesir und Emir dieser Gebiete. Wegen seiner dortigen Rolle als ziviler und militärischer Führer erhielt er vom Kalifen den Ehrentitel ذو الرئاستين, DMG Ḏu ’r-Riʾāsatain, „der mit doppelter Führungsgewalt“. Zusätzlich wurde er mit immensen Reichtümern und einem vererbbaren Landgut belohnt.
Al-Mamun musste sich aber weiterhin mit mehreren Aufständen und einem erheblichen Widerstand von Seiten der arabischen Aristokratie auseinandersetzen, vor allem in Bagdad und Syrien. Nach Berichten von al-Azraqi (al-Azraqī, gest. 837) und Ibn Babuya (Ibn Bābūya, gest. 991) führte Fadl in der Folge im Namen al-Mamuns mehrere Feldzüge in Chorasan und den benachbarten Gebieten und konnte den dortigen Lokalherrschern bedeutende Niederlagen beibringen, darunter den qarluqischen Türken (deren Führer fliehen musste) und den Kabul-Schahs. Die Bedeutung dieser Siege ist kaum zu unterschätzen, da sie nicht nur die Ostflanke des Reiches sicherten, sondern auch für den Zustrom neuer Söldner und Militärsklaven für al-Mamuns Armee sorgten. Dem Geschichtsschreiber at-Tabari (aṭ-Ṭabarī, gest. 923) zufolge hatte al-Mamun kurz zuvor noch, in Anbetracht seiner prekären Lage, selbst die Flucht zum „Chaqan der Türken“ in Betracht gezogen, konnte von Fadl aber umgestimmt werden.
Über das weitere Handeln Fadls in der Politik ist nicht viel bekannt, außer dass sein Bruder Hasan (al-Ḥasan b. Sahl, gest. 850) zum Finanzminister ernannt wurde.
Einen bedeutenden Wendepunkt stellte die Ernennung des schiitischen Imams Ali ar-Rida (ʿAlī ar-Riḍā, gest. 818) zu al-Mamuns Nachfolger dar. Die Haltung der beiden Sahl-Brüder diesbezüglich ist unklar, doch geht aus Quellen hervor, dass sie die Weisheit des Kalifen in dieser Entscheidung anzweifelten und – zu Recht, wie sich später herausstellte – befürchteten, für daraus resultierende Tumulte verantwortlich gemacht zu werden. Die Ernennung Ali ar-Ridas zum Nachfolger, die generelle proschiitische Haltung des Kalifen und die Tatsache, dass al-Mamun weiterhin im (persischen) Marw residierte und nicht im (arabischen) Kernland des Kalifats, erlaubten es den Gegnern des Kalifen, ihn und seine Berater als „persophil“ und „antiarabisch“ zu brandmarken. Fadl wurde beschuldigt, insgeheim eine schiitische Übernahme des Kalifats und letztendlich die Wiederherstellung des persischen Sassanidenreiches zu planen. Den Quellen zufolge reichte Fadl dem Kalifen seinen Rückzug aus der Politik ein (er soll eine große Geldsumme abgelehnt haben, um ein ruhiges und asketisches Leben führen zu können), konnte von al-Mamun aber mit dem Versprechen umgestimmt werden, dass dieser nichts unternehme, ohne vorher ausdrücklich auf Fadls Rat zu hören.

## Seine Ermordung
Am 13. Februar 818 wurde Fadl auf mysteriöse Art in einem Hammam in Sarachs (Saraḫs), im Norden Chorasans, ermordet. Verschiedenen Berichten zufolge war er zwischen 41 und 60 Jahre alt. Schon sehr früh kamen Gerüchte auf, der Kalif selbst hätte seine Ermordung in Auftrag gegeben. Mit der nur kurze Zeit später erfolgten Ermordung Ali ar-Ridas fand auch die proschiitische Politik al-Mamuns ein Ende. Heute gilt es als gesichert, dass al-Mamun beide Männer, trotz seiner tiefen Freundschaft und Verbundenheit zu ihnen (mit denen er auch durch Heirat verwandt war), der Politik und der Einheit des Kalifats opferte.
Fadl galt als ein dynamischer, autoritärer und zum Teil gewaltbereiter Politiker, aber frei von Egoismus und Habsucht. Unter den frühen Staatsbeamten der Abbasiden gilt Fadl wegen seiner Haltung zur Politik und zur Position des Wesirs als der „persischste“, tief verwurzelt in alten iranischen Traditionen, die er zum Teil erfolgreich auf das Kalifat übertragen konnte. Zwar waren viele der Anschuldigungen gegen ihn grundlos, doch besteht kein Zweifel daran, dass er sich für eine Politik zugunsten der persischen Mawālī (arabisch موالي, DMG Mawālī, „Klienten“) einsetzte und letztendlich dies auch der Grund dafür war, weswegen er durch die arabische Aristokratie angefeindet wurde. Sein Konzept des persischen Wesirats, besonders in Bezug auf Macht und Autorität des Wesirs, wurde in der Folge von al-Mamun aber erheblich abgeschwächt.